# Medford (Minnesota)
Medford ist eine Kleinstadt (mit dem Status „City“) im Steele County im US-amerikanischen Bundesstaat Minnesota. Das U.S. Census Bureau hat bei der Volkszählung 2020 eine Einwohnerzahl von 1.315 ermittelt.

## Geografie
Medford liegt im Süden Minnesotas beiderseits des Straight River, einem Nebenfluss des in den Mississippi mündenden Cannon River. Die geografischen Koordinaten von Medford sind 44°10′22″ nördlicher Breite und 93°14′49″ westlicher Länge. Der Ort erstreckt sich über eine Fläche von 2,98 km².
Benachbarte Orte von Medford sind Faribault (14,4 km nördlich), Owatonna (11,2 km südlich) und Morristown (20,2 km westnordwestlich).
Die nächstgelegenen größeren Städte sind Minneapolis (95,6 km nördlich), Minnesotas Hauptstadt Saint Paul (102 km in der gleichen Richtung), Rochester (80,3 km östlich), Cedar Rapids in Iowa (324 km südsüdöstlich), Iowas Hauptstadt Des Moines (299 km südlich), Omaha in Nebraska (521 km südwestlich), Sioux Falls in South Dakota (340 km westsüdwestlich) und Fargo in North Dakota (471 km nordwestlich).

## Verkehr
Entlang des westlichen Ortsrandes von Medford verläuft die Interstate 35, die hier die kürzeste Verbindung von den Twin Cities nach Des Moines bildet. Alle weiteren Straßen sind untergeordnete Landstraßen, teils unbefestigte Fahrwege sowie innerörtliche Verbindungsstraßen.
Eine Eisenbahnstrecke der Union Pacific Railroad verläuft in Nord-Süd-Richtung durch das Zentrum von Medford. Parallel dazu verläuft eine Strecke der Canadian Pacific Railway (zeitweise I&M Rail Link).
Mit dem Owatonna Degner Regional Airport befindet sich 7,3 km südlich ein kleiner Flugplatz. Der nächste Großflughafen ist der Minneapolis-Saint Paul International Airport (90,8 km nördlich).

## Demografische Daten
Nach der Volkszählung im Jahr 2010 lebten in Medford 1239 Menschen in 450 Haushalten. Die Bevölkerungsdichte betrug 415,8 Einwohner pro Quadratkilometer. In den 450 Haushalten lebten statistisch je 2,74 Personen.
Ethnisch betrachtet setzte sich die Bevölkerung zusammen aus 96,3 Prozent Weißen, 0,9 Prozent Afroamerikanern, 0,1 Prozent (eine Person) amerikanischen Ureinwohnern, 0,6 Prozent Asiaten sowie 0,8 Prozent aus anderen ethnischen Gruppen; 1,4 Prozent stammten von zwei oder mehr Ethnien ab. Unabhängig von der ethnischen Zugehörigkeit waren 5,2 Prozent der Bevölkerung spanischer oder lateinamerikanischer Abstammung.
31,2 Prozent der Bevölkerung waren unter 18 Jahre alt, 58,5 Prozent waren zwischen 18 und 64 und 10,3 Prozent waren 65 Jahre oder älter. 49,1 Prozent der Bevölkerung war weiblich.

Das mittlere jährliche Einkommen eines Haushalts lag bei 64.265 USD. Das Pro-Kopf-Einkommen betrug 23.817 USD. 8,0 Prozent der Einwohner lebten unterhalb der Armutsgrenze.

## Bekannte Bewohner
- Earl Douglass (1862–1931) – Fossiliensammler und Wirbeltier-Paläontologe – geboren in Medford
- Lynn Frazier (1874–1947) – zwölfter Gouverneur von North Dakota – geboren in Medford